# Matthias Mauritz

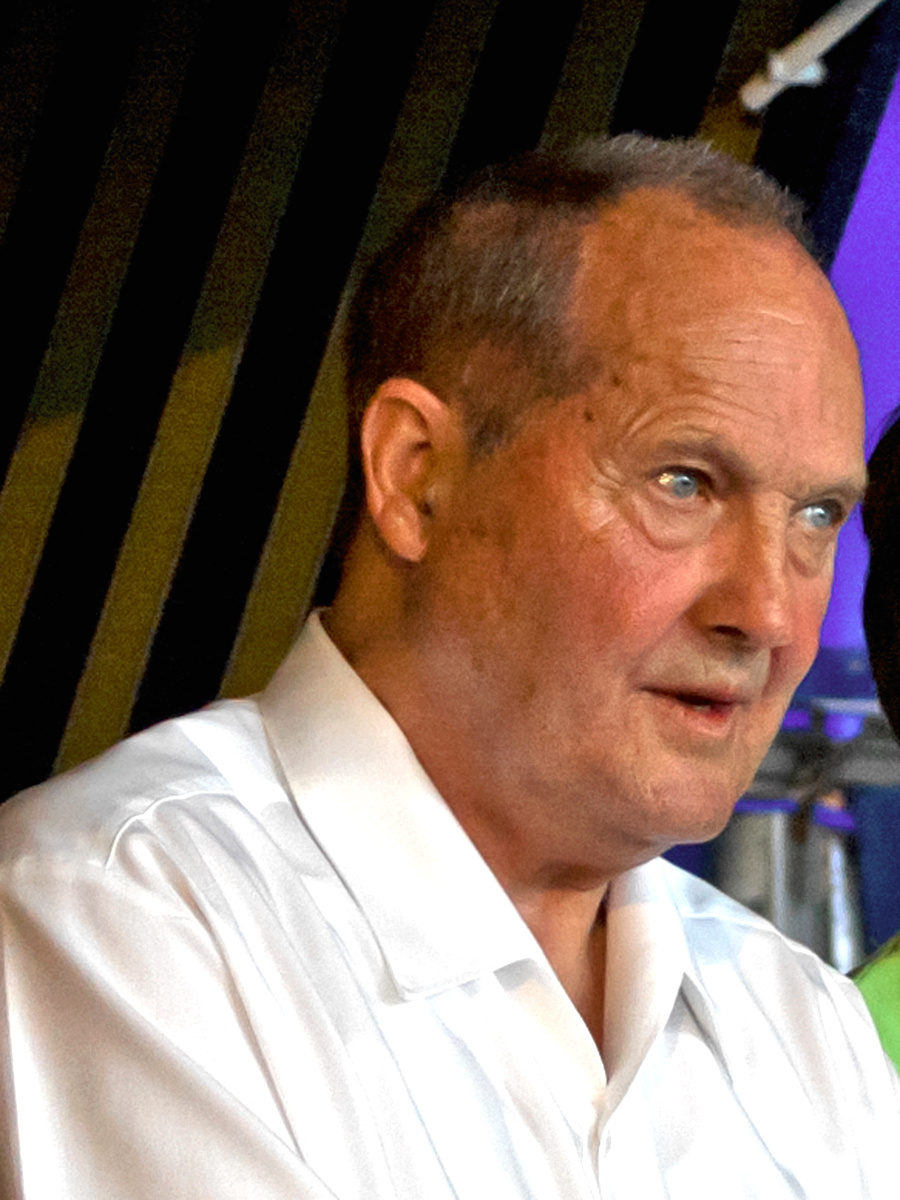
Matthias Mauritz (2008)

Matthias „Matthes“ Mauritz (* 13. November 1924 in Düsseldorf; † 21. November 2016 ebenda) war ein deutscher Fußballspieler. Er nahm mit der deutschen Fußballnationalmannschaft der Amateure an den Olympischen Sommerspielen 1952 in Helsinki und den Olympischen Sommerspielen 1956 in Melbourne teil. Mauritz war auch als Hockey- und Tennisspieler erfolgreich.

## Laufbahn

### Fortuna Düsseldorf, 1945 bis 1961
Als Feldhockeyspieler beim Düsseldorfer SC 99 gewann Mauritz im Kriegsjahr 1940 die deutsche Jugendmeisterschaft und absolvierte zwei Einsätze in der Feldhockey-Jugendnationalmannschaft. Im Herbst 1945 kehrte er aus englischer Kriegsgefangenschaft in seine Heimatstadt nach Düsseldorf zurück. An einem Oktobertag saß er mit seinen ehemaligen Klassenkameraden der Rethel-Schule in einem Café an der Königsallee zusammen und es wurde über Fußball gesprochen. Die Klassenkameraden hatten ein Spiel gegen Fortunas „Dritte“ ausgemacht und er ließ sich zum Mitspielen überreden. Der Zufall wollte es, dass Hans Körfer, Leiter der Vertragsspielerabteilung von Fortuna Düsseldorf und späterer Spielausschussvorsitzende des DFB, an diesem Samstagnachmittag Augenzeuge dieses an sich belanglosen Fußballspiels war. Und Körfer war verblüfft über die läuferische Klasse und das Ballgefühl des jungen Hockeyspielers Mauritz. Und da auch noch Toni Rudolph, der Wirt vom Benrather Hof, der bei Fortuna Düsseldorf lange Zeit ein gewichtiges Wort zu sagen hatte, bei dem Spiel anwesend und ebenfalls vom jungen Mauritz angetan war, bekam der überraschte Hockeyspieler eine Offerte, der Mauritz nicht widerstehen konnte: „Wenn du zur Fortuna kommst, kriegst du jede Woche zwei Pfund Fleisch, zwei Brote und ein Abendessen“. Allerdings bedeutete der Wechsel zum Fußball eine Menge zusätzliches Balltraining an der Hauswand, um neben seiner Schnelligkeit noch das verbesserungsfähige Ballgefühl auszubauen.
Ab Herbst 1945/46 gehörte dann der gelernte Bäcker und Konditor Fortuna Düsseldorf an und spielte mit der Fortuna ab der Saison 1947/48 in der Fußball-Oberliga West. Er debütierte in der West-Oberliga am ersten Spieltag, dem 14. September 1947, beim 4:2-Heimerfolg gegen Preußen Dellbrück an der Seite der Düsseldorfer Fußball-Ikonen Paul Janes und Kurt Borkenhagen. Seine Leistungen führten den Sport-Allrounder am 8. Mai 1949 in die Auswahl von Westdeutschland, die in Bremen gegen Norddeutschland ein Repräsentativspiel austrug. An der Seite seines Vereinsverteidigerpaares Borkenhagen und Janes stürmte er beim 1:1 am rechten Flügel der West-Auswahl, wo er zusammen mit Clemens Wientjes, August Gottschalk, Georg Gawliczek und Bernhard Klodt für die Offensive zu sorgen hatte. Da „Matthes“ Mauritz nie einen Vertrag als Vertragsfußballer unterschrieb, gehörte er auch 1951 der Erfolgsmannschaft des Niederrheins an, die mit 5:4 Toren nach Verlängerung gegen Berlin das erste Endspiel um den Länderpokal der Amateure gewinnen konnte. Sieben Jahre später, 1958, stand er nochmals im Amateur-Länderpokal in einem Siegerteam des Niederrheins. Als Bundestrainer Sepp Herberger am 14. Oktober 1951 in Basel beim B-Länderspiel gegen die Schweiz mit Georg Stollenwerk, Willi Schröder und Kurt Sommerlatt Kandidaten für die neu zu erstellende Fußballnationalmannschaft der Amateure für die Olympischen Sommerspiele 1952 in Helsinki testete, gehörte auch Mauritz als Rechtsaußen dem Team beim 2:0-Sieg an. Er erzielte dabei ein Tor. Am 14. Mai 1952 trug er dann auch beim Debütspiel der Amateurnationalmannschaft in seiner Heimatstadt Düsseldorf den Dress der von Sepp Herberger betreuten Auswahl. Er führte als Spielführer die DFB-Amateure auf das Feld, das Spiel wurde mit 2:1 Toren gegen Großbritannien gewonnen und leitete die unmittelbare Phase vor dem Olympiaabenteuer in Finnland ein. Im Olympiaturnier selbst, war er in der Vorrunde beim 3:1-Erfolg gegen Ägypten und bei der 1:3-Niederlage im Halbfinale gegen Jugoslawien aktiv. Vier Jahre danach nahm er mit den DFB-Amateuren auch an den Olympischen Spielen 1956 in Melbourne teil. Am 24. November 1956 stürmte er auf Rechtsaußen an der Seite von Halbstürmer Rolf Geiger gegen den späteren Olympiasieger Sowjetunion. Das deutsche Team schied nach der 1:2-Niederlage aber bereits nach dem ersten Spiel aus dem Turnier aus.
Mit der Fortuna zog er in den Jahren 1957 und 1958 jeweils in das DFB-Pokalfinale ein. Die Endspiele wurden aber am 29. Dezember 1957 in Hannover mit 0:1 Toren gegen den FC Bayern München und am 16. November 1958 in Kassel mit 3:4 Toren nach Verlängerung gegen den VfB Stuttgart jeweils verloren. In der Saison 1958/59 – Mauritz absolvierte alle 30 Ligaspiele und erzielte sechs Tore – belegte er mit Düsseldorf unter Trainer Hermann Lindemann punktgleich mit dem Vize 1. FC Köln als beste Platzierung den dritten Rang. Er bildete dabei mit Günter Jäger und Karl Hoffmann die Läuferreihe. In der Offensive brillierten die Mannen um Jupp Derwall mit der Rekordmarke von 89 Treffern, 29 Tore mehr als Meister Westfalia Herne und Vizemeister 1. FC Köln. Die 3:4-Heimniederlage am 28. Spieltag, den 5. April 1959, gegen die „Geißböcke“ aus der Domstadt vor 56.000 Zuschauern, brachte die Kölner auf der Zielgeraden in den hauchdünnen – minimaler Torvorsprung von 0,13 – Vorteil. Für den persönlichen Höhepunkt in der Fußballkarriere des Düsseldorfers sorgte aber Bundestrainer Sepp Herberger, als er am 20. Mai 1959 zum Länderspiel der A-Nationalmannschaft in Hamburg gegen Polen berufen wurde. Mauritz ist durch diese Berufung der mit 34 Jahren älteste „wirkliche“ Debütant in der Geschichte der deutschen Fußballnationalmannschaft; der gebürtige Österreicher Karl Sesta war zwar 1941 bei seinem ersten Spiel nach dem Anschluss Österreichs ein Jahr älter, hatte aber in den neun Jahren zuvor schon mehr als 40 Länderspiele für Österreich absolviert. Mauritz bildete beim 1:1-Remis gegen Polen vor Torhüter Günter Sawitzki zusammen mit seinem Vereinskameraden Erich Juskowiak das Verteidigerpaar.
In den Anfangswochen der Runde 1959/60, am 16. und 23. September 1959, gehörte der Düsseldorfer Routinier der DFB-Amateurmannschaft an, die in zwei Ausscheidungsspielen die A-Nationalmannschaft der DDR besiegte und sich damit für die Qualifikationsspiele zu den Olympischen Sommerspielen 1960 in Rom gegen Finnland und Polen qualifizierte. Mit seinem 13. Amateurländerspiel, am 11. November 1959 in Siegen/Westfalen, gegen Finnland verabschiedete sich „Matthes“ Mauritz aus der DFB-Auswahl. Beim 2:1-Erfolg bildete er zusammen mit Willi Schulz und Herbert Schäfer die deutsche Läuferreihe.
Für die Rot-Weißen vom Flinger Broich, Fortuna Düsseldorf, absolvierte der ungemein vielseitige Allroundsportler von 1945 bis 1960 insgesamt 760 Spiele, in denen er 108 Mal in das Tor traf, darunter 297 Spiele in der Fußball-Oberliga West mit 44 Treffern.

### Hockey und Tennis
Im Hockey errang er im Jahr 1940 die deutsche Jugendmeisterschaft und kam zu zwei Einsätzen in der Hockey-Jugendnationalmannschaft. Als Tennisspieler war seine höchste Position in der deutschen Rangliste Platz 11. Zudem gewann er einmal den Titel des Niederrhein-Meisters. Nach Beendigung seiner Fußballerkarriere führte er den Tennissport im Seniorenbereich fort und kam in dieser Klasse zu 21 deutschen Meisterschaften und gewann viermal den Senioren-Europameister-Titel.

## Ehrungen und Funktionär
Mauritz, der zudem noch passionierter Golfer war, wurde im Jahr 1979 zum Ehrenmitglied bei Fortuna Düsseldorf ernannt und war in der Zeit zwischen 1981 und 1982 Vizepräsident des Vereins. Später betrieb er mit seinem alten Tennisfreund Otto Stuhldreier in Düsseldorf ein Sportgeschäft.